# María Jesús Aramburu del Río
María Jesús Aramburu del Río (Sevilla, 28 de octubre de 1951) es una política andaluza, diputada en el Parlamento de Andalucía, en el Parlamento español y en el Parlamento europeo.

## Biografía
Licenciada en filología hispánica por la Universidad de Sevilla, desde 1986 ha trabajado como profesora de inglés en enseñanza secundaria en el IES Polígono del Sur. De manera simultánea ha militado en el movimiento feminista y ha realizado los estudios del programa de doctorado y diploma de Estudios Avanzados sobre Investigaciones Feministas Estrategias del Poder Político: género, raza y violencia. También ha participado en el proyecto de investigación Los efectos perversos de la aplicación matemática y biológica de la cuota femenina de la Universidad Pablo Olavide de Sevilla.
Ha sido miembro del Partido Comunista de España-PCA, dentro del cual ha formado parte del Comité federal. Cuando el PCE se transformó en Izquierda Unida-Convocatoria por Andalucía  fue nombrada miembro del Consejo Federal y de la junta permanente, así como responsable de formación teórica.
El 1993 entró como diputada en el Parlamento de Andalucía en sustitución de Felipe Alcaraz Masats, elegido en las elecciones de 1990, y fue nombrada portavoz de educación y mujer y consejera de RTVE en Andalucía. Dejó su escaño cuando fue elegida diputada en las elecciones al Parlamento Europeo de 1994 y pasando a formar parte de la Comisión de Derechos de la Mujer hasta el 1996, año en que dimitió para presentarse a las elecciones generales españolas de 1996, siendo elegida diputada de IU por Sevilla. Desde 1998 hasta el año 2000 ha sido portavoz de la Comisión de Educación y Cultura del Congreso de los Diputados.
El 2000 dejó la política y volvió a ejercer la enseñanza en su antiguo instituto de bachillerato, donde actualmente es coordinadora del programa de Atención a la diversidad en su centro, y coordinadora del Plan de igualdad entre hombres y mujeres en la educación.